# Fred Salle
Fred Salle, född 10 september 1964, är en friidrottare från Kamerun. Han deltog vid olympiska sommarspelen 1988.